# Matheus Ferreira
Matheus de Oliveira Ferreira (Salvador, 27 de janeiro de 1999), mais conhecido como Matheus de Geraldo Júnior é um político brasileiro, filiado ao Movimento Democrático Brasileiro. Atualmente está no exercício de seu primeiro mandato de Deputado Estadual pela Bahia, eleito em 2022.
É filho do atual Vice-governador da Bahia, Geraldo Júnior.

## Carreira Política
Na Assembleia Legislativa foi Vice-presidente da Comissão de Meio Ambiente, Seca e Recursos Hídricos, membro titular das Comissões de Constituição e Justiça e Desporto, Paradesporto e Lazer.

## Desempenho Eleitoral
| Ano  | Eleição           | Cargo             | Partido | Partido | Coligação       | Vice | Votos  | Votos  | Votos | Resultado | Ref   |
| Ano  | Eleição           | Cargo             | Partido | Partido | Coligação       | Vice | Total  | %      | P.    | Resultado | Ref   |
| ---- | ----------------- | ----------------- | ------- | ------- | --------------- | ---- | ------ | ------ | ----- | --------- | ----- |
| 2022 | Estadual da Bahia | Deputado Estadual |         | MDB     | Partido Isolado | —    | 60.214 | 60,98% | 39°   | Eleito    | [ 4 ] |